# Nora Gjakova
Nora Gjakova (Gjakova, 17 agosto 1992) è una judoka kosovara, campionessa olimpica ai Giochi olimpici di Tokyo 2020 nel torneo dei 57 chilogrami.

## Biografia
È cresciuta agonisticamente nella scuola di judo fondata dell'ex judoka Driton Toni Kuka, insieme ai suoi fratelli, nel quartiere Asllan Ceshme di Peć nel 1999, alla fine della Guerra del Kosovo.
Ha rappresentato il Kosovo ai Giochi olimpici estivi Rio de Janeiro 2016 nel judo nella categoria 57 chilogrammi, dove è stata estromessa dal tabellone principale dalla rumena Corina Căprioriu al secondo turno.
Ha preso parte ai Giochi olimpici di Tokyo 2020 laureandosi campionessa olimpica, vincendo il torneo dei 57 chilogrammi, dove ha battuto in finale la francese Sarah-Léonie Cysique.

## Palmares
- Giochi olimpici

Tokyo 2020: oro nei 57 kg;
- Mondiali

Budapest 2021: bronzo nei 57 kg;
- Giochi europei

Baku 2015: bronzo nei 57 kg;
Minsk 2019: argento nei 57 kg;
- Europei

Baku 2015: bronzo nei 57 kg;
Kazan' 2016: bronzo nei 57 kg;
Varsavia 2017: bronzo nei 57 kg;
Tel Aviv 2018: oro nei 57 kg;
Lisbona 2021: bronzo nei 57 kg;
- Giochi del Mediterraneo

Tarragona 2018: oro nei 57 kg;

### Vittorie nel circuito IJF
| Data             | Località | Paese       | Categoria  |
| ---------------- | -------- | ----------- | ---------- |
| 7 aprile 2017    | Adalia   | Turchia     | Gran Prix  |
| 17 novembre 2017 | L'Aia    | Paesi Bassi | Gran Prix  |
| 19 gennaio 2018  | Tunisi   | Tunisia     | Grand Prix |
| 6 aprile 2018    | Adalia   | Turchia     | Gran Prix  |